# Marco Bocci
Marco Bocci, pseudonimo di Marco Bocciolini (Marsciano, 4 agosto 1978), è un attore e scrittore italiano.

## Biografia
Attore di teatro, dove esordisce nel 2000, cinema e soprattutto televisione, si è diplomato in recitazione presso il Conservatorio Teatrale d'Arte Drammatica "La Scaletta", diretto da Giovanni Battista Diotajuti a Roma.
Tra i suoi lavori ricordiamo: i film I cavalieri che fecero l'impresa (2001), regia di Pupi Avati, e Los Borgia (2006), Cuori rubati (2002), la soap opera Incantesimo 8 (2005-2006), in cui è antagonista nel ruolo di Adriano Gomez, le fiction Graffio di tigre e Caterina e le sue figlie 2, entrambe del 2007, Ho sposato uno sbirro del 2008.
Nel 2008 interpreta il ruolo del commissario di polizia Nicola Scialoja nel telefilm Romanzo criminale - La serie prodotto da Sky. Il ruolo del commissario Scialoja era stato interpretato da Stefano Accorsi nell'omonimo film del 2005 di cui la serie Sky costituisce un remake, proseguito in prima visione fino al 2010.
Ha interpretato il ruolo di Domenico Calcaterra dalla terza stagione di Squadra antimafia - Palermo oggi, serie televisiva di Mediaset. Dalla quinta stagione della predetta serie, Bocci passa a ruolo di protagonista, sostituendo Simona Cavallari uscita di scena nella stagione precedente. Nel corso delle varie annate, la serie è divenuta celebre con il semplice titolo Squadra antimafia, omettendo il sottotitolo Palermo oggi. Il suo personaggio esce di scena alla settima stagione nel 2015.
Ha recitato con Massimo Lopez  nella fiction Le mille e una notte - Aladino e Sherazade, andata in onda su Rai 1, lunedì 26 e martedì 27 novembre 2012, nella parte di Aladino.
Nel 2013 è presente al Festival del Cinema di Venezia con il cortometraggio The Audition e gira i film Watch them fall (Guardali cadere).
Nel mese di novembre 2014 arriva nei cinema con la commedia Scusate se esisto!, accanto a Paola Cortellesi e Raoul Bova. L'anno successivo è uno dei protagonisti della pellicola Italo, il film, tratto da una storia vera, narra di un cane straordinario che ottenne la cittadinanza onoraria di Scicli, il paese siciliano in cui viveva. È anche portiere della nazionale italiana dei cantanti. Dal 2016 Bocci è protagonista della serie Solo, dove interpreta l'agente sotto copertura Solo. Nella primavera del 2018 è giudice ad Amici di Maria De Filippi su Canale 5.
Nel 2019, ha esordito come regista cinematografico e sceneggiatore con il film A Tor Bella Monaca non piove mai. Nell’estate del 2020, debutta con il suo nuovo spettacolo Lo zingaro, scritto insieme a Marco Bonini, Gianni Corsi, con le musiche di Davide Cavuti e la regia di Alessandro Maggi. Nel 2021 esce con il film Bastardi a mano armata, non al cinema ma su Amazon Prime Video vista la chiusura per COVID-19. In autunno è protagonista della serie Rai Fino all’ultimo battito e dello spot promozionale della Regione Umbria cui segue quello di Enel Energia nel 2022, anno in cui gira un altro film da regista dal titolo La caccia. L’anno seguente è il protagonista nella miniserie Sky Unwanted - Ostaggi del mare.

### Vita privata
Dopo aver avuto una relazione con la cantante Emma Marrone, nel gennaio 2014 ufficializza il fidanzamento con l'attrice Laura Chiatti. La coppia si sposa il 5 luglio dello stesso anno e annuncia l'attesa di un bambino. Il loro primogenito, Enea, nasce il 22 gennaio 2015 presso l'ospedale di Perugia. L'8 luglio 2016 nasce il secondogenito Pablo.
Nel 2023 a Domenica in e a Le Iene ha parlato della malattia che lo ha colpito quattro anni prima, un virus raro che ha colpito una parte del cervello e per cui ha avuto problemi di parola e per cui ancora oggi ha dei grossi vuoti di memoria.

## Filmografia

### Cinema

#### Attore
- Interferenza, regia di Cesar Meneghetti (1998)
- I cavalieri che fecero l'impresa, regia di Pupi Avati (2001)
- Los Borgia, regia di Antonio Hernández (2006)
- La bella società, regia di Gian Paolo Cugno (2009)
- C'è chi dice no, regia di Giambattista Avellino (2011)
- Scusate se esisto!, regia di Riccardo Milani (2014)
- Io rom romantica, regia di Laura Halilovic (2014)
- Italo, regia di Alessia Scarso (2014)
- L'esigenza di unirmi ogni volta con te, regia di Tonino Zangardi (2015)
- Watch Them Fall, regia di Kristoph Tassin (2015)
- La banda dei tre, regia di Francesco Dominedò (2019)
- Sabbie e fuoco (De sable et de feu), regia di Souheil Ben-Barka (2019)
- A Tor Bella Monaca non piove mai, regia di Marco Bocci (2019)
- Calibro 9, regia di Toni D'Angelo (2020)
- Bastardi a mano armata, regia di Gabriele Albanesi (2021)
- The Boat, regia di Alessio Liguori (2022)
- Perugino Rinascimento Immortale, regia di Giovanni Piscaglia (2023)
- La caccia, regia di Marco Bocci (2023)
- Double Soul, regia di Valerio Esposito (2023)
- Io sono un po’ matto e tu?, regia di Dario D’Ambrosi (2024)

#### Regista
- Incline al benessere: forse perde la salute cercandola, cortometraggio (2018)
- A Tor Bella Monaca non piove mai (2019)
- La caccia (2023)

### Televisione
- Cuori rubati – serial TV (2002)
- Il bello delle donne – serie TV (2003)
- Incantesimo – serial TV (2005)
- Radio Sex – serie TV (2006)
- R.I.S. - Delitti imperfetti – serie TV, episodio 2x02 (2006)
- Lo zio d'America – serie TV (2006)
- Graffio di tigre, regia di Alfredo Peyretti – miniserie TV (2007)
- Caterina e le sue figlie – serie TV (2007)
- La giraffa e il cammello – miniserie TV (2007-2008)
- Ho sposato uno sbirro – serie TV (2008)
- Romanzo criminale - La serie – serie TV (2008-2010)
- Un amore di strega, regia di Angelo Longoni – film TV (2009)
- Atelier Fontana - Le sorelle della moda, regia di Riccardo Milani – miniserie TV (2011)
- Squadra antimafia – serie TV, 50 episodi (2011-2015)
- Le mille e una notte - Aladino e Sherazade, regia di Marco Pontecorvo – miniserie TV (2012)
- K2 - La montagna degli italiani, regia di Robert Dornhelm – miniserie TV (2013)
- Solo – serie TV (2016-2018)
- Liberi sognatori - Delitto di mafia, regia di Michele Alhaique – film TV (2018)
- La Compagnia del Cigno – serie TV (2019-2021)
- Made in Italy – serie TV (2019)
- Fino all'ultimo battito – serie TV (2021)
- Unwanted - Ostaggi del mare, regia di Oliver Hirschbiegel – miniserie TV (2023)

### Doppiatore
- Show Dogs - Entriamo in scena (Show Dogs), regia di Raja Gosnell (2018) – voce di Carly
- Strange World - Un mondo misterioso (Strange World), regia di Don Hall (2022) - voce di Searched Clade

## Televisione
- Amici di Maria De Filippi (Canale 5, 2018) giudice

### Pubblicità
- Testimonial Umbria (2021 - in corso)
- Enel energia (2022 - in corso)

## Teatro
- Rebus, regia di G. De Virgilis (2000)
- La moglie ingenua e il marito malato di Achille Campanile, regia di G. De Virgilis (2000)
- Angeli danzanti di G. P. Raimondi, regia di G. P. Raimondi (2001)
- L'uomo che voleva salvare il mondo di G. P. Raimondi, regia di G. P. Raimondi (2001)
- La Lupa di G. Verga, regia di G. B. Diotajuti, nella parte di Nanni Lasca (2002)
- Come le foglie di G. Giacosa, regia di R. Silvestri (2002)
- Il giro-tindo di Arthur Schnitzler, regia di R. Silvestri (2003)
- Pazzo d'amore di S. Shepard, regia di G. B. Diotajuti (2003)
- Giulietta e Rahman di Vico Faggi, regia di G. De Virgilis, nella parte di Rahman (2004)
- Un re in ascolto di Italo Calvino, regia di Luca Ronconi (2004)
- Romeo e Giulietta di W. Shakespeare, regia di E. Petronio (2005)
- Pardi?! di L. Monti, regia di L. Monti (2005)
- Cirano de Bergerac di E. Rostand, regia di F. Tatulli, nella parte di Cristiano (2006)
- The Laramie Project di Moises Kaufman, regia di Enrico Maria Lamanna (2007)
- Non lo dico a nessuno, regia di Luca Monti (2008)
- Ultima stagione in serie A, regia di Mauro Mandolini (2009)
- Modigliani, regia di Angelo Longoni (2016)
- Lo Zingaro, regia di Alessandro Maggi (2020)

### Videoclip
- Casting - Mambassa (2010)
- So bello bulo e ballo bene - 7cervelli (2015)

### Cortometraggi
- Martedì, regia di Alessio Martino (2006)

## Romanzi
- A Tor Bella Monaca non piove mai (2016)[13]
- In provincia si sogna sbagliato (2020)[14]
- Nelle tue mani, nella sua pelle (2025)[15]

## Premi e riconoscimenti
- 2015 – Premio Cariddi al Taormina film fest
- 2015 – Telegatto speciale al Roma Fiction Fest
- 2021 – Premio Guido Celano per l'interpretazione dello spettacolo Lo zingaro